# 라디 셰나이실
라디 셰나이실 스와디(아랍어: راضي شنيشل سوادي‎, 1969년 8월 11일 ~ )는 이라크의 전직 축구 선수이자 현 축구 지도자로 최근까지 이라크 U-23 축구 국가대표팀의 감독직을 맡았다.